# Peritrox denticollis
Peritrox denticollis là một loài bọ cánh cứng trong họ Cerambycidae.